# Neognopharmia
Neognopharmia là một chi bướm đêm thuộc họ Geometridae.